# Acrotritia munita
Acrotritia munita är en kvalsterart som beskrevs av Wojciech Niedbała 2006. Acrotritia munita ingår i släktet Acrotritia och familjen Euphthiracaridae. Inga underarter finns listade i Catalogue of Life.